# Puška vz. 24
Puška vz. 24 je československá vojenská puška, která se vyráběla v Československu od roku 1924 do roku 1942. Jednalo se o čs. verzi pušky systému Mauser 98, která byla užívána a vyráběna v mnoha zemích světa. 

## Historie
Až do počátku 20. let 20. století byla v československé armádě rozšířena nejvíce rakousko-uherská opakovací puška Mannlicher ráže 8 mm. V roce 1921 byl nakoupen tzv. holandský blok 57 000 pušek Mauser, které pocházely z výzbroje německých divizí odzbrojených po příměří na holandském území. Ukázalo se, že tato puška má dokonalejší konstrukci a příznivější balistické vlastnosti, hovořily pro ni i válečné zkušenosti. V roce 1922 bylo s konečnou platností rozhodnuto, že armáda bude užívat pušku systému Mauser. Hledala se její nejvhodnější úprava (rozměry, hledí, úchyt bodáku, či způsob nošení u pěchoty a jezdectva). Po přechodných vzorech 98/22, 23 a 23a byl teprve vzor 24 definitivní a jako hlavní individuální zbraň zůstal v Československé armádě až do roku 1939.

## Označení dle místa vzniku
Pušky vz. 24 byly vyráběny v několika továrnách na území Československa, přičemž na ně byly raženy kódy, jejichž součástí byla i místa produkce.
- E1 - Plzeň
- E2 - Adamov
- E3 - Brno
- E4 - Považská Bystrica
- E5 - Vlašim
- E6 - Semtín[nepřesný odkaz]
- E7 - Strakonice
- E8 - Praha

## Uživatelé
Pušky vz. 24 byly v široké míře používány na celém světě, např. v Japonsku, Rumunsku, Íránu, Guatemale, Číně, Litvě, Jugoslávii, Peru, Venezuele, Bolívii apod. V Íránu byla puška známá pod jménem "Berno" (podle města Brna) a získala si tam výbornou pověst. Byla vybrána pro íránskou armádu a od roku 1940 byla vyráběna i v Teheránu. Od roku 1939 byly pušky vz. 24 vyráběny pro Wehrmacht i pro slovenskou armádu.

## Vývoz pušky
Zde je přehled kam všude byla zbraň vyvezena a v jakém množství:
- Rumunsko – 750 000 ks
- Čína – 195 000 ks
- Bolívie – 101 000 ks
- Turecko – 40 000 ks
- Japonsko – 40 000 ks
- Španělsko – 40 000 ks
- Jugoslávie – 10 000 ks
- Írán – 30 000 ks
- Ekvádor – 30 000 ks
- Brazílie – 15 000 ks
- Litva – 15 000 ks
- Kolumbie – 10 000 ks
- Uruguay – 4 000 ks
- Peru – 5 000 ks
- Guatemala – 4 000 ks
- Nikaragua – 1 000 ks
- Venezuela – 300 ks

## Ve službě
Seznam států používajících pušku vz. 24:
- Československo (do 60. let 20. století)
- Třetí říše
- Rumunské království
- Slovenská republika (do 1945)
- Maďarsko
- Bolívie
- Brazílie
- Kolumbie
- Argentina
- Mexiko
- Salvador
- Guatemala
- Nikaragua
- Ekvádor
- Uruguay
- Venezuela
- Chile
- Peru
- Paraguay
- Japonské císařství
- - Čínská republika (1912–1949)
  - Čínská republika
- Čínská republika (Wang Ťing-wej)
- Čínská lidová republika
- Severní Korea
- Jižní Korea
- Severní Vietnam
- Irák
- Írán
- Izrael
- Turecko
- Afghánistán
- Španělská republika
- Španělsko
- Habeš
- Libérie
- Litva
- Lotyšsko
- Estonsko
- Jugoslávie
- Malajsie
- Thajsko
- Nizozemsko
- Mandžukuo
- Indonésie